# Martyna Swatowska-Wenglarczyk
Martyna Swatowska-Wenglarczyk (8 de julio de 1994) es una deportista polaca que compite en esgrima, especialista en la modalidad de espada.
Participó en los Juegos Olímpicos de París 2024, obteniendo una medalla de bronce en la prueba por equipos (junto con Aleksandra Jarecka, Renata Knapik-Miazga y Alicja Klasik).
Ganó dos medallas en el Campeonato Mundial de Esgrima, en los años 2022 y 2023, y una medalla de bronce en el Campeonato Europeo de Esgrima de 2022. En los Juegos Europeos de Cracovia 2023 consiguió una medalla de plata en la prueba individual.

## Palmarés internacional
| Juegos Olímpicos   | Juegos Olímpicos   | Juegos Olímpicos  | Juegos Olímpicos   |
| Año                | Lugar              | Medalla           | Prueba             |
| ------------------ | ------------------ | ----------------- | ------------------ |
| 2024               | París (Francia)    | Medalla de bronce | Espada por equipos |
| Campeonato Mundial |                    |                   |                    |
| Año                | Lugar              | Medalla           | Prueba             |
| 2022               | El Cairo (Egipto)  | Medalla de bronce | Espada por equipos |
| 2023               | Milán (Italia)     | Medalla de oro    | Espada por equipos |
| Juegos Europeos    |                    |                   |                    |
| Año                | Lugar              | Medalla           | Prueba             |
| 2023               | Cracovia (Polonia) | Medalla de plata  | Espada individual  |
| Campeonato Europeo |                    |                   |                    |
| Año                | Lugar              | Medalla           | Prueba             |
| 2022               | Antalya (Turquía)  | Medalla de bronce | Espada individual  |